# Церковь Святого Михаила Архангела (Монро, Мичиган)
Церковь Святого Михаила Архангела (англ. Saint Michael the Archangel Church, Monroe, Michigan) — римско-католическая приходская церковь, расположенная на западе города Монро, штат Мичиган — рядом с рекой. Приход, составляющий 1200 семей и относящийся к архиепархии Детройта, был основан в 1852 году — сегодняшнее здание было построено в 1866—1867 годах.